# Skarsfjord
Skarsfjord est une localité du comté de Troms, en Norvège.

## Géographie
Administrativement, Skarsfjord fait partie de la kommune de Tromsø.